# Warner Premiere
Pour les articles homonymes, voir Warner.
Warner Premiere était une société américaine de production et de distribution de films qui fait partie de Warner Bros. Pictures, une société du groupe WarnerMedia.
Warner Premiere a été créée en mai 2006 par Warner Bros. dans le but de produire des films à petit budget et destinés au marché de la vidéo, notamment des suites de films sortis au cinéma. La société est également active dans la production de films d'animation avec Warner Bros. Animation.
Elle dispose aussi de deux sous-labels : Raw Feed qui est spécialisé dans les films d'horreurs et Warner Premiere Digital qui est spécialisé dans le contenu en ligne.
En 2012, il est annoncé que la société fermera ses portes après la publication de ses derniers films prévus pour 2013. La société ferme donc ses portes en août 2013, après la sortie de son dernier film, Scooby-Doo et le Fantôme de l'Opéra. Depuis, les productions destinées au marché vidéo de Warner Bros. sont maintenant gérées directement par l'éditeur vidéo du studio, Warner Home Video.

## Filmographie

### Filmslive
- 2007 : Shérif, fais-moi peur : Naissance d'une légende (TV) / Le Commencement (DVD) (The Dukes of Hazzard: The Beginning)
- 2007 : Retour à la maison de l'horreur (Return to House on Haunted Hill)
- 2007 : Max la Menace : Bruce et Lloyd se déchaînent (Get Smart's Bruce and Lloyd Out of Control)
- 2007 : Le Noël de Denis la Malice (A Dennis the Menace Christmas)
- 2008 : Génération perdue 2 (Lost Boys: The Tribe)
- 2008 : Comme Cendrillon 2 (Another Cinderella Story)
- 2008 : The Clique
- 2009 : Ace Ventura 3 (Ace Ventura Jr: Pet Detective)
- 2009 : Spring Breakdown
- 2009 : Un papa très spécial (Mr. Troop Mom)
- 2009 : Scooby-Doo : Le mystère commence (Scooby-Doo! The Mystery Begins)
- 2010 : Sauvez Willy 4 : Le repaire des pirates (Free Willy: Escape from Pirate's Cove)
- 2010 : Preacher's Kid
- 2010 : Génération perdue 3 : L'origine du mal (Lost Boys: The Thirst)
- 2010 : Scooby-Doo et le Monstre du lac (Scooby-Doo! Curse of the Lake Monster)
- 2011 : Comme Cendrillon : Il était une chanson (A Cinderella Story: Once Upon a Song)
- 2012 : Thunderstruck
- 2012 : A Christmas Story 2
- 2013 : House Party: Tonight's the Night

### Films d'animation
- 2007 : Superman : Le Crépuscule d'un dieu (Superman: Doomsday)
- 2008 : La Ligue des justiciers : Nouvelle Frontière (Justice League: The New Frontier)
- 2008 : Batman : Contes de Gotham
- 2008 : Scooby-Doo et la Créature des ténèbres (Scooby-Doo! and the Goblin King)
- 2009 : Wonder Woman
- 2009 : Watchmen : Les contes du Vaisseau Noir (Watchmen: Tales of the Black Freighter)
- 2009 : Watchmen : Sous le masque (Watchmen: Under the Hood)
- 2009 : Scooby-Doo et le Sabre du samouraï (Scooby-Doo! and the Samurai Sword)
- 2009 : Green Lantern : Le Complot (Green Lantern: First Flight)
- 2009 : Superman/Batman : Ennemis publics (Superman/Batman: Public Enemies)
- 2009 : A Miser Brothers' Christmas
- 2010 : Scooby-Doo ! Abracadabra (Scooby-Doo! Abracadabra-Doo)
- 2010 : La Ligue des justiciers : Conflit sur les deux Terres (Justice League: Crisis on Two Earths)
- 2010 : Batman et Red Hood : Sous le masque rouge (Batman: Under the Red Hood)
- 2010 : Tom et Jerry : Élémentaire, mon cher Jerry (Tom and Jerry Meet Sherlock Holmes)
- 2010 : Scooby-Doo : La Colonie de la peur (Scooby-Doo! Camp Scare)
- 2010 : Superman/Batman : Apocalypse
- 2010 : Superman/Shazam! Le Retour de Black Adam (Superman/Shazam!: The Return of Black Adam)
- 2011 : All-Star Superman
- 2011 : Happiness Is a Warm Blanket, Charlie Brown
- 2011 : Green Lantern : Les Chevaliers de l'Émeraude (Green Lantern: Emerald Knights)
- 2011 : Tom et Jerry et le Magicien d'Oz (Tom and Jerry and the Wizard of Oz)
- 2011 : Scooby-Doo : La Légende du Phantosaur (Scooby-Doo! Legend of the Phantosaur)
- 2011 : Batman: Year One
- 2012 : La Ligue des justiciers : Échec (Justice League: Doom)
- 2012 : Scooby-Doo : Le Chant du vampire (Scooby-Doo! Music of the Vampire)
- 2012 : Superman contre l'Élite (Superman vs. The Elite)
- 2012 : Batman: The Dark Knight Returns, partie 1 (Batman: The Dark Knight Returns – Part 1)
- 2012 : Tom et Jerry : L'histoire de Robin des bois (Tom and Jerry: Robin Hood and His Merry Mouse)
- 2012 : Scooby-Doo : Tous en piste (Big Top Scooby-Doo!)
- 2013 : Batman: The Dark Knight Returns, partie 2 (Batman: The Dark Knight Returns – Part 2)
- 2013 : Scooby-Doo : Blue Falcon, le retour (Scooby-Doo! Mask of the Blue Falcon)
- 2013 : Superman contre Brainiac (Superman: Unbound)
- 2013 : Lego Batman, le film : Unité des super héros (Lego Batman: The Movie – DC Super Heroes Unite)
- 2013 : La Ligue des justiciers : Le Paradoxe Flashpoint (Justice League: The Flashpoint Paradox)
- 2013 : Scooby-Doo et le Fantôme de l'Opéra (Scooby-Doo! Stage Fright)

## Sous-labels

### ViaRaw Feed

Logo du label.

- 2006 : Rest Stop (Rest Stop: Dead Ahead)
- 2007 : Sublime
- 2007 : Believers
- 2008 : Otis
- 2008 : Rest Stop: Don't Look Back
- 2008 : Alien Raiders

### ViaWarner Premiere Digital
- 2008 : Batman Adventures: Mad Love (Motion comic)
- 2008 : Peanuts Motion Comics (Web-série en motion comic)
- 2009 : Batgirl: Year One (Motion comic)
- 2009 : Terminator Salvation: The Machinima Series (Web-série d'animation 3D)
- 2011 - 2013 : Aim High (web-série live)
- 2012 - 2013 : H+: The Digital Series (web-série live)